# Resolutie 942 Veiligheidsraad Verenigde Naties
Resolutie 942 van de Veiligheidsraad van de Verenigde Naties werd op 23 september 1994 aangenomen. Dit gebeurde met veertien stemmen voor en één onthouding van Rwanda.

## Achtergrond
In 1980 overleed de Joegoslavische leider Tito, die decennialang de bindende kracht was geweest tussen de zes deelstaten van het land. Na zijn dood kende het nationalisme een sterke opmars, en in 1991 verklaarden verschillende deelstaten zich onafhankelijk. Zo ook Bosnië en Herzegovina, waar in 1992 een burgeroorlog uitbrak tussen de Bosniakken, Kroaten en Serviërs. Deze oorlog, waarbij etnische zuiveringen plaatsvonden, ging door totdat er in 1995 vrede werd gesloten.

## Inhoud

### Waarnemingen
De Veiligheidsraad wilde het conflict in voormalig Joegoslavië oplossen door te onderhandelen en zonder aan de territoriale integriteit van de landen te raken. De Bosnische Serven weigerden echter de voorgestelde regeling over het grondgebied te aanvaarden. Alle maatregelen die door deze en vorige resoluties waren opgelegd moesten bijdragen aan een onderhandelde oplossing.

### Handelingen

#### A
De Veiligheidsraad stemde in met de voorgestelde regeling over het grondgebied en was tevreden dat allen buiten de Bosnische Serven het ook aanvaardden. Die laatsten werden daarvoor streng veroordeeld. Alle partijen moesten verder het staakt-het-vuren dat op 8 juni was overeengekomen naleven.

#### B
De Veiligheidsraad wilde de maatregelen tegen de gebieden in Bosnië en Herzegovina onder Bosnisch-Servische controle versterken. Zo mocht geen enkel land nog gesprekken voeren met Bosnisch-Servische leiders en moesten ze elke handel met personen of organisaties die met die leiders te maken hadden verbieden. Enkel de levering van medische goederen, voedsel en humanitaire zaken bleven toegelaten. Ook moesten ze alle Bosnisch-Servische fondsen in hun grondgebied bevriezen. Ook de levering van diensten werd verboden, behalve telecommunicatie, post, juridische diensten, humanitaire diensten en diensten toegestaan door de overheid van Bosnië en Herzegovina. Alle landen moesten Bosnisch-Servische leiders en personen die de opgelegde maatregelen schonden ook de toegang tot hun grondgebied ontzeggen, tenzij het om de eigen inwoners
ging. Het comité dat was opgericht met resolutie 724 (1991) moest een lijst van die personen aanleggen.

## Verwante resoluties
- Resolutie 936 Veiligheidsraad Verenigde Naties
- Resolutie 941 Veiligheidsraad Verenigde Naties
- Resolutie 943 Veiligheidsraad Verenigde Naties
- Resolutie 947 Veiligheidsraad Verenigde Naties

Lijst ·  893 ·  894 ·  895 ·  896 ·  897 ·  898 ·  899 ·  900 ·  901 ·  902 ·  903 ·  904 ·  905 ·  906 ·  907 ·  908 ·  909 ·  910 ·  911 ·  912 ·  913 ·  914 ·  915 ·  916 ·  917 ·  918 ·  919 ·  920 ·  921 ·  922 ·  923 ·  924 ·  925 ·  926 ·  927 ·  928 ·  929 ·  930 ·  931 ·  932 ·  933 ·  934 ·  935 ·  936 ·  937 ·  938 ·  939 ·  940 ·  941 ·  942 ·  943 ·  944 ·  945 ·  946 ·  947 ·  948 ·  949 ·  950 ·  951 ·  952 ·  953 ·  954 ·  955 ·  956 ·  957 ·  958 ·  959 ·  960 ·  961 ·  962 ·  963 ·  964 ·  965 ·  966 ·  967 ·  968 ·  969